# The Great White Trail
The Great White Trail  è un film muto del 1917 diretto da Leopold Wharton (con il nome Leopold D. Wharton) e Theodore Wharton.

## Trama
Un marito, sospettando ingiustamente il tradimento della moglie, la caccia di casa insieme al bambino appena nato. Impazzita dal dolore, la donna abbandona il piccolo. Quando rinsavisce, decide di partire per l'Alaska per ricostruirsi una nuova vita. Il marito parte alla sua ricerca.

## Produzione
Il film fu prodotto dalla Wharton. Venne girato nello stato di New York, a Enfield, Ithaca e al Lago Saranac.

## Distribuzione
Distribuito dalla Wharton (con il nome Wharton Releasing Co.), il film uscì nelle sale cinematografiche statunitensi nel giugno 1917. Il film fu poi tagliato e ridotto a 7 rulli. La Grapevine lo ha distribuito in VHS e in DVD.